# AH4
AH4 là một tuyến đường thuộc hệ thống đường Xuyên Á có chiều dài 6.024 km (3.743 mi) từ Novosibirsk, Nga (kết nối AH6), qua Ürümqi, Trung Quốc (kết nối AH5) đến Karachi, Pakistan (kết nối AH7).

## Các đoạn tuyến

### Nga
- Xa lộ Liên bang R256: Novosibirsk (kết nối AH6) – Biysk – Tashanta – Biên giới với Mông Cổ (972 km).[5]

### Mông Cổ
- A0306: Biên giới với Nga gần Ulaanbaishint – Ölgii (97 km).
- A0305: Ölgii – Khovd (178 km).
- A0304: Khovd – Mankhan (76 km).
- A14: Mankhan – Bulgan (305 km).
- A14: Bulgan – Biên giới với Trung Quốc gần Yarantai (47 km).[6]

### Trung Quốc
- S320: Takeshkan – Phú Uẩn, Trung Quốc (319 km).
- S11: Phú Uẩn – Wucaiwan.
- G7: Wucaiwan – Ürümqi.
- G30: Ürümqi – Toksun.
- G3012: Toksun – Kashgar.
- G314 (Quốc lộ 314): Kashgar – Tashkurgan – Biên giới với Pakistan (1948 km).
- Biên giới ở độ cao 4,963 m (15,397 ft), ở đèo Khunjerab.

### Pakistan
- Quốc lộ 35: Đèo Khunjerab – Sust – Hasan Abdal.
- M-1: Hasan Abdal – Islamabad.
- M-2: Islamabad – Lahore.
- Quốc lộ 5: Lahore – Multan – Sukkur – Karachi.

## Hình ảnh

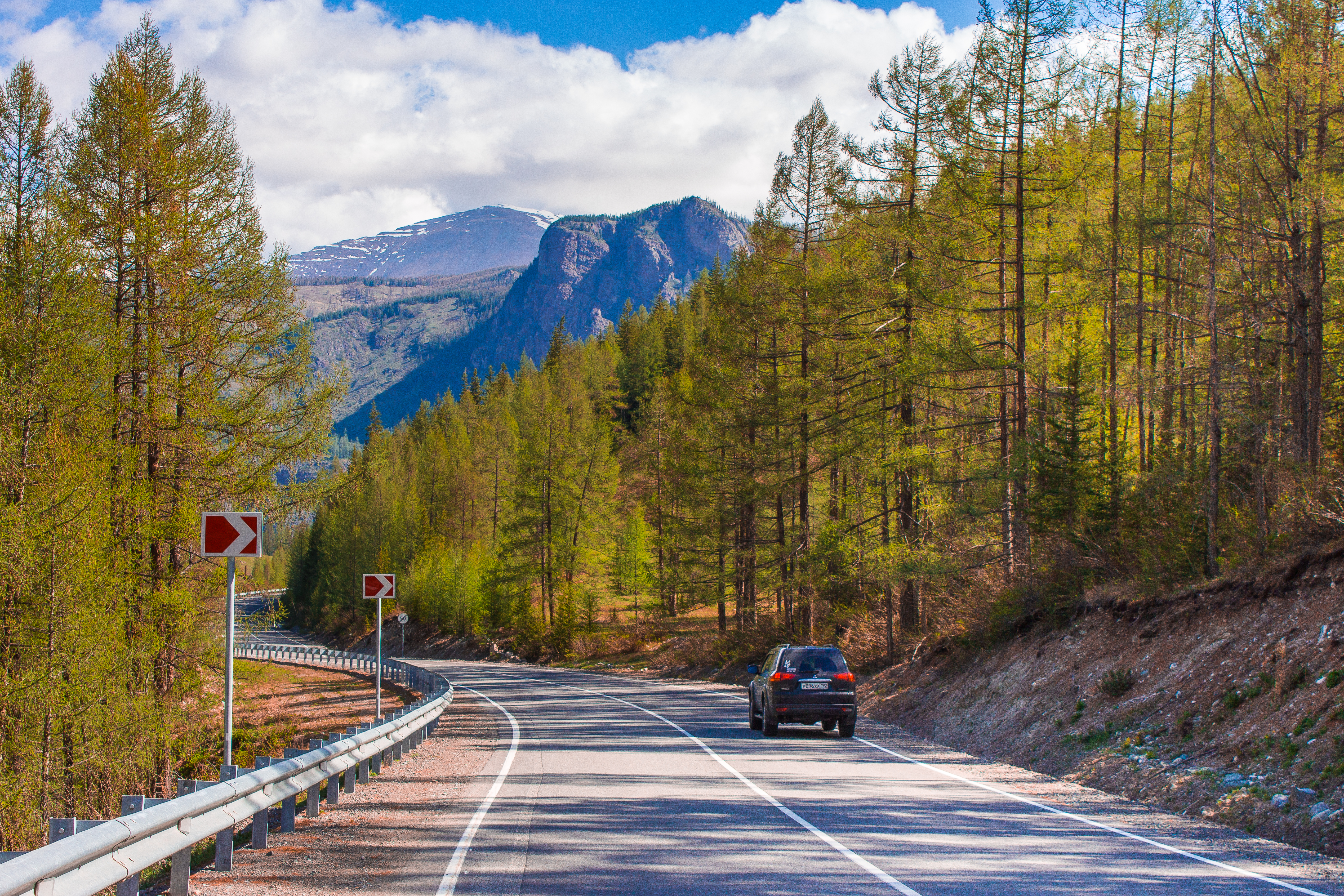
Xa lộ Liên bang R256 đoạn qua Cộng hòa Altai, Nga
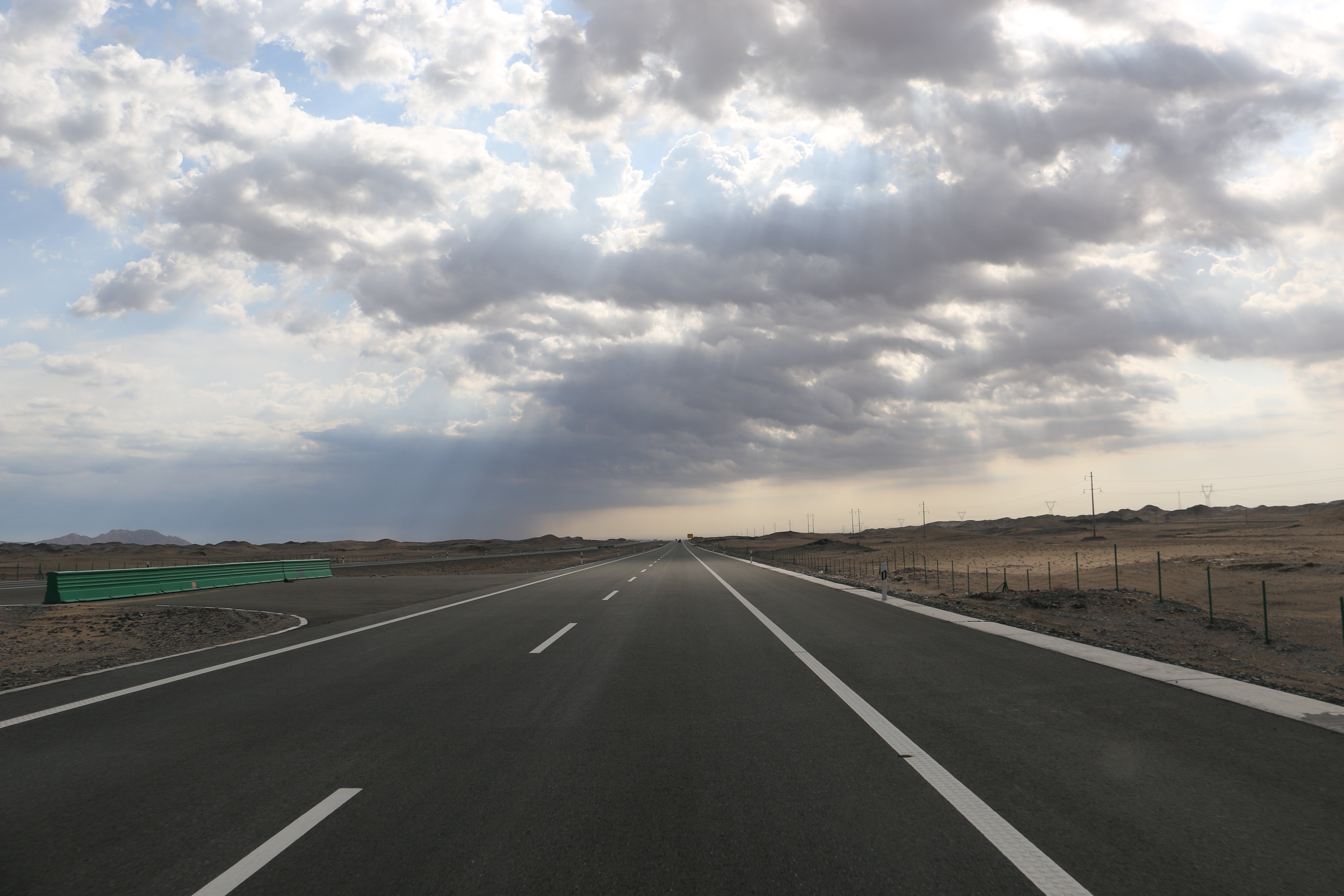
Đường cao tốc Bắc Kinh – Ürümqi (G7) đoạn qua Khu tự trị Nội Mông
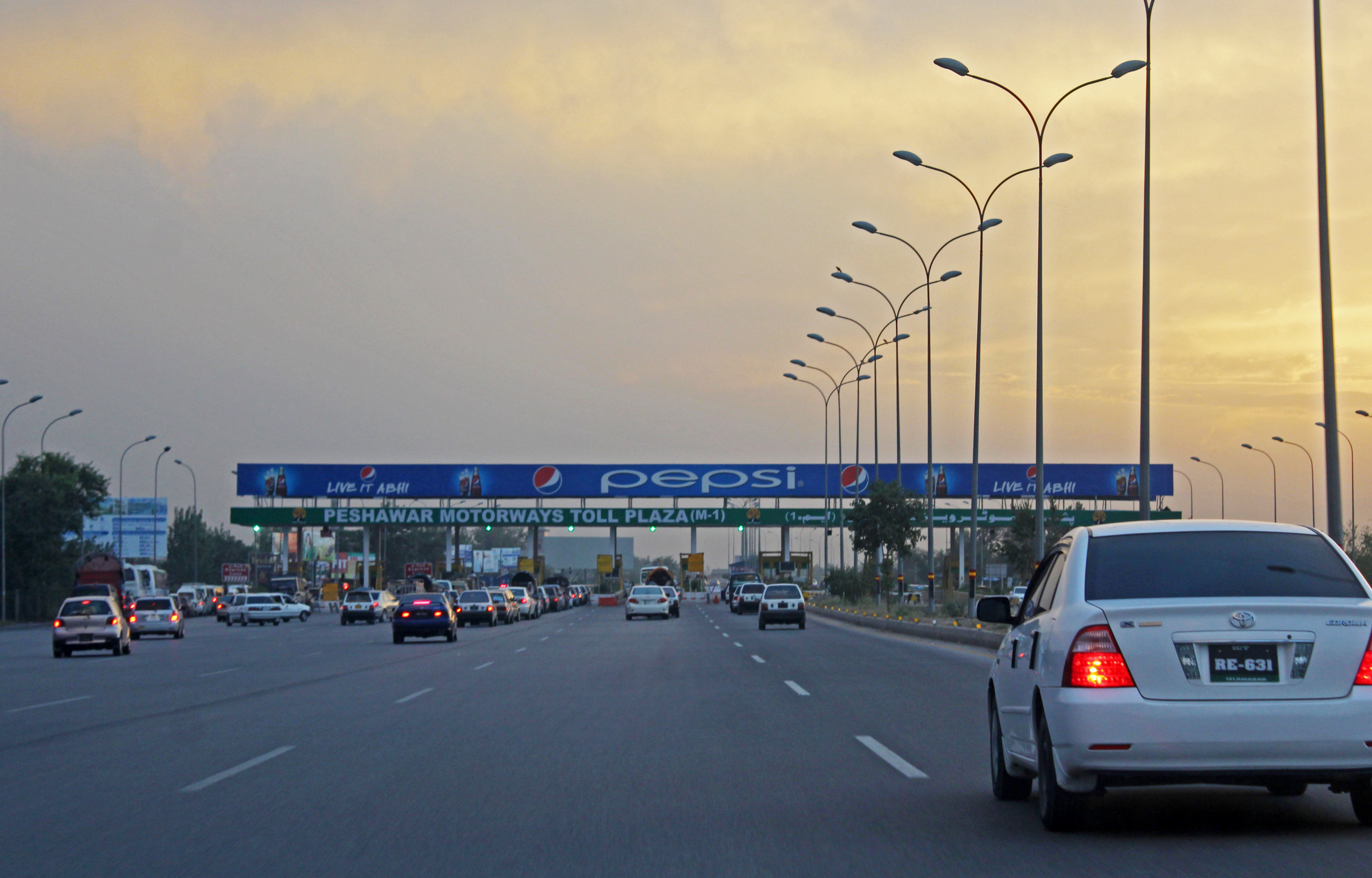
Trạm thu phí Peshawar trên đường cao tốc M-1, Pakistan